# Coppa Europa di sci alpino 1987
La Coppa Europa di sci alpino 1987 fu la 16ª edizione della manifestazione organizzata dalla Federazione Internazionale Sci.
In campo maschile l'austriaco Helmut Mayer si aggiudicò sia la classifica generale, sia quelle di supergigante e di slalom gigante; gli svizzeri William Besse e Werner Marti vinsero a pari merito quella di discesa libera e il giapponese Tetsuya Okabe quella di slalom speciale. L'austriaco Rudolf Nierlich era il detentore uscente della Coppa generale.
In campo femminile la tedesca occidentale Christa Kinshofer, che quell'anno gareggiava però per la nazionale olandese, si aggiudicò sia la classifica generale, sia quelle di supergigante e di slalom gigante; le svizzere Marlis Spescha e Christine von Grünigen vinsero rispettivamente quella di discesa libera e quella di slalom speciale. L'austriaca Manuela Rüf era la detentrice uscente della Coppa generale.

## Uomini

### Classifiche

#### Generale
| Pos. | Nome              | Nazione        | Punti |
| ---- | ----------------- | -------------- | ----- |
| 1    | Helmut Mayer      | Austria        | 209   |
| 2    | Rainer Salzgeber  | Austria        | 207   |
| 3    | Walter Gugele     | Austria        | 127   |
| 4    | Karl Thaler       | Austria        | 117   |
| 5    | Tetsuya Okabe     | Giappone       | 112   |
| 6    | Florian Beck      | Germania Ovest | 106   |
| 6    | Carlo Gerosa      | Italia         | 106   |
| 8    | Tomaž Čižman      | Jugoslavia     | 96    |
| 9    | Armin Bittner     | Germania Ovest | 92    |
| 9    | Michael Tritscher | Austria        | 92    |

#### Discesa libera
| Pos. | Nome               | Nazione  | Punti |
| ---- | ------------------ | -------- | ----- |
| 1    | William Besse      | Svizzera | 62    |
| 1    | Werner Marti       | Svizzera | 62    |
| 3    | Daniel Moar        | Canada   | 55    |
| 4    | Michael Plöchinger | Svizzera | 54    |
| 5    | Mathias Haas       | Austria  | 52    |

#### Supergigante
| Pos. | Nome             | Nazione | Punti |
| ---- | ---------------- | ------- | ----- |
| 1    | Helmut Mayer     | Austria | 59    |
| 2    | Rainer Salzgeber | Austria | 58    |
| 3    | Ivano Camozzi    | Italia  | 38    |
| 4    | Guido Hinterseer | Austria | 37    |
| 5    | Konrad Walk      | Austria | 35    |

#### Slalom gigante
| Pos. | Nome             | Nazione    | Punti |
| ---- | ---------------- | ---------- | ----- |
| 1    | Helmut Mayer     | Austria    | 150   |
| 2    | Rainer Salzgeber | Austria    | 149   |
| 3    | Karl Thaler      | Austria    | 117   |
| 4    | Walter Gugele    | Austria    | 105   |
| 5    | Tomaž Čižman     | Jugoslavia | 96    |

#### Slalom speciale
| Pos. | Nome              | Nazione        | Punti |
| ---- | ----------------- | -------------- | ----- |
| 1    | Tetsuya Okabe     | Giappone       | 112   |
| 2    | Florian Beck      | Germania Ovest | 106   |
| 2    | Carlo Gerosa      | Italia         | 106   |
| 4    | Armin Bittner     | Germania Ovest | 92    |
| 4    | Michael Tritscher | Austria        | 92    |

## Donne

### Classifiche

#### Generale
| Pos. | Nome                   | Nazione     | Punti |
| ---- | ---------------------- | ----------- | ----- |
| 1    | Christa Kinshofer      | Paesi Bassi | 257   |
| 2    | Manuela Rüf            | Austria     | 199   |
| 3    | Christine von Grünigen | Svizzera    | 157   |
| 4    | Paoletta Magoni        | Italia      | 130   |
| 5    | Petra Bernet           | Svizzera    | 108   |
| 6    | Dorota Tlałka          | Francia     | 101   |
| 7    | Veronika Šarec         | Jugoslavia  | 90    |
| 8    | Monika Hess            | Svizzera    | 87    |
| 9    | Andrea Salvenmoser     | Austria     | 71    |
| 10   | Monica Äijä            | Svezia      | 67    |

#### Discesa libera
| Pos. | Nome             | Nazione     | Punti |
| ---- | ---------------- | ----------- | ----- |
| 1    | Marlis Spescha   | Svizzera    | 46    |
| 2    | Barbara Sadleder | Austria     | 45    |
| 3    | Claudia Wernig   | Austria     | 38    |
| 4    | Carter Payne     | Stati Uniti | 30    |
| 5    | Cathy Chedal     | Francia     | 25    |
| 5    | Petra Kronberger | Austria     | 25    |

#### Supergigante
| Pos. | Nome               | Nazione        | Punti |
| ---- | ------------------ | -------------- | ----- |
| 1    | Christa Kinshofer  | Paesi Bassi    | 50    |
| 2    | Andrea Salvenmoser | Austria        | 31    |
| 3    | Regula Betschart   | Svizzera       | 30    |
| 4    | Katrin Stotz       | Germania Ovest | 26    |
| 5    | Manuela Rüf        | Austria        | 23    |

#### Slalom gigante
| Pos. | Nome              | Nazione     | Punti |
| ---- | ----------------- | ----------- | ----- |
| 1    | Christa Kinshofer | Paesi Bassi | 95    |
| 2    | Petra Bernet      | Svizzera    | 70    |
| 2    | Manuela Rüf       | Austria     | 70    |
| 4    | Monica Äijä       | Svezia      | 67    |
| 5    | Paoletta Magoni   | Italia      | 43    |
| 5    | Corinne Spahr     | Svizzera    | 43    |

#### Slalom speciale
| Pos. | Nome                   | Nazione     | Punti |
| ---- | ---------------------- | ----------- | ----- |
| 1    | Christine von Grünigen | Svizzera    | 157   |
| 2    | Christa Kinshofer      | Paesi Bassi | 112   |
| 3    | Dorota Tlałka          | Francia     | 101   |
| 4    | Monika Hess            | Svizzera    | 87    |
| 5    | Manuela Rüf            | Austria     | 83    |